# Hungergeist
Hungergeister (Sanskrit प्रेत preta, Pali peta, tibetisch yi.dvags) sind Geister von Verstorbenen, die in einigen Religionen, traditionellen regionalen Glaubenspraktiken und in den Mythen ostasiatischen Ursprungs unmittelbar mit der Vorstellung von Hunger und Essen verbunden sind.

## Buddhismus
Auf dem Bhavacakra (Sanskrit, „Lebensrad“), welches in Sechs Daseinsbereiche unterteilt ist, wird das Reich der hungrigen Geister im Buddhismus bildlich dargestellt. Im „Dritten Kreis“ sieht man die hungrigen Geister der Verstorbenen in der bildlichen Darstellung mit übergroßen Bäuchen, dick und aufgebläht. Die engen Münder und dünnen Hälse machen es ihnen unmöglich, den riesigen Bauch zu füllen, sie können niemals satt werden und schon der Versuch zu essen bereitet ihnen unglaubliche Schmerzen. Dies ist eine Metapher für jene, die vergeblich versuchen, ihre illusorischen körperlichen Wünsche zu erfüllen. Dazu verwandelt sich in manchen Darstellungen jegliches Wasser, dem sie sich nähern, in flüssiges Feuer und Nahrung in Exkremente. Auch das Schlafen wird den Hungergeistern schwer gemacht. Dämonische Wesen oder das Heißwerden des Bodens halten sie davon ab, sich hinzulegen und zu schlafen. Im Mahayana hält Chenrezig (Avalokiteshvara), ein Amitabha-Buddha, den Nektar bereit, der Hunger und Durst der hungrigen Geister stillen kann.

### China
Hungrige Geister (chinesisch 餓鬼 / 饿鬼, Pinyin èguǐ) erscheinen in China in der Ahnenverehrung. Einige Chinesen glauben, dass die Geister ihrer Vorfahren zu einer bestimmten Zeit des Jahres zu ihren Häusern zurückkehren, hungrig und bereit zu essen. Als der Buddhismus nach China kam, traf er eine starke Opposition der Konfuzianer, Anhängern der Ahnenverehrung. Unter dem Druck wurde die Ahnenverehrung mit dem hinduistisch/buddhistischen Konzept des hungrigen Geistes kombiniert. Zur Ehrung der hungrigen Ahnengeister entstand das jährlich gefeierte Geisterfest, verwandt mit dem O-Bon-Matsuri in Japan, das ein wichtiger Teil des chinesisch buddhistischen Lebens wurde. Die Geister verstorbener Verwandter kehren hungrig zurück nach Hause. Zur Begrüßung wird ihnen Essen gereicht, und man verbrennt sogenanntes „Höllengeld“.
Siehe auch: Ullambana-Sutra

### Japan
In Japan kennt man als menschenfressende hungrige Geister die Gaki und Jikininki. Meist sind es die Geister von gierigen, selbstsüchtigen Personen, die nach dem Tod dazu verflucht wurden, menschliche Leichen auszusuchen und zu essen. Sie tun dies in der Nacht und plündern dabei manchmal auch Leichen.
- Jikininki (japanisch 食人鬼, deutsch „leichenfressender Geist“) sind  Geister der 26. Kategorie im japanischen Buddhismus. Sie gelten manchmal als eine Form von dämonischen Rakshasa oder von Gaki. Jikininki bejammern ihren Zustand und hassen ihr permanentes Verlangen nach totem menschlichen Fleisch.
- Gaki (餓鬼, „Hungergeist“) sind geistige Wesen voll Eifersucht und Habsucht, die als Bestrafung mit einem unersättlichen Hunger für eine bestimmte Substanz verflucht worden sind. Traditionsgemäß ist diese Substanz etwas Demütigendes, wie Leichen von Menschen oder  Exkremente und Kot. In neueren Legenden kann es aber alles Ekelerregende sein. Gaki können aus ihrem bedauernswerten Zustand durch Erinnerungen und Opfer, Segaki, befreit werden.
- Segaki (施餓鬼, „Hungergeist füttern“) ist ein Ritual des japanischen Buddhismus, traditionsgemäß durchgeführt, um das Leiden der durch unersättlichen Hunger gequälten Gaki zu stoppen.

### Thailand

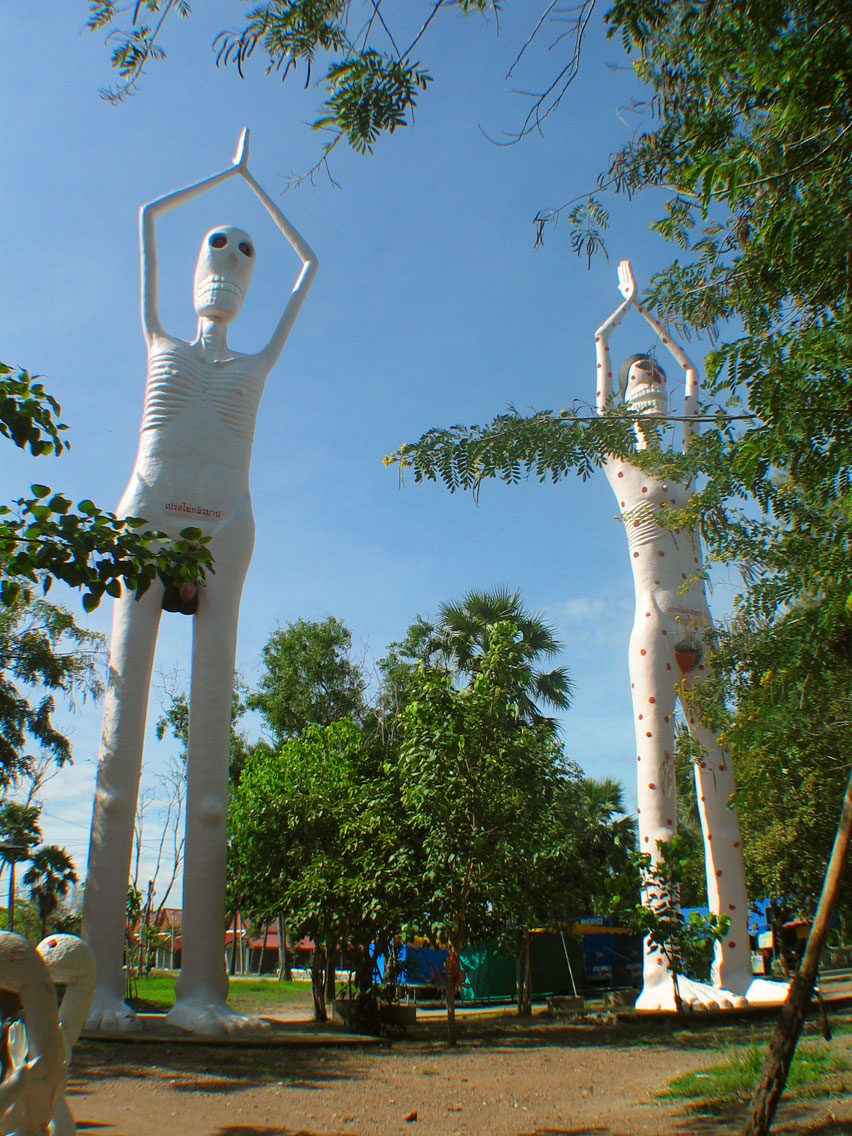
Hungrige Geister im Wat Phai Rong Wua, Provinz Suphan Buri, Thailand

Die traditionelle Weltsicht der thailändischen Buddhisten wurde bereits im 14. Jahrhundert im Traibhumikatha beschrieben. Die „Welt der Sinnlichkeit“ (Kamaphum, Thai กามภูมิ), eine von drei Welten, ist – anders als im Mahayana-Buddhismus – in insgesamt elf Regionen eingeteilt, wovon sich unterhalb der Welt der Menschen die vier „Leidvollen Regionen“ (อบายภูมิ – IPA [ʔàʔbaːj pʰuːm], auch ทุคติภูมิ – [tʰúʔkʰáʔtìʔ pʰuːm], wörtlich: „Orte oder Zeiten der Bestrafung“) befinden. Die Leidvollen Regionen, das sind die „Region der Höllenwesen“ (นรกภูมิ), die „Region der Tiere“ (เดรัจฉานภูมิ), die „Region der Preta“, der Hungrigen Geister (เปรตภูมิ) und die „Region der Asura-Dämonen“ (อสุรกาย).
Gemäß der Traibhumikatha leben in der Region der Hungrigen Geister (เปรตภูมิ – [prèːttàʔ pʰuːm]) die verschiedensten Arten von Geistern. Das Aussehen und die Lebensweise der Geister ist durch die Missetaten bestimmt, die sie in vorherigen Leben begangen haben. Zum Beispiel sind zwar einige sehr groß, haben aber nur einen Mund von der Größe eines Nadelöhrs; sie heulen die ganze Zeit, weil sie nie satt werden können. Im letzten Leben waren sie sehr neidisch, spendeten nie Nahrung für die Mönche und betrogen ihre Mitmenschen, um sich selbst zu bereichern.
Andere Geister haben zwar einen wunderschönen Körper, da sie früher als Mönche oder Nonnen ordiniert waren, aber sie haben das Maul eines Schweins, da sie schlecht über ihre Lehrer gesprochen haben. Wieder andere Geister werden tagsüber immer wieder erstochen, erschlagen und erschossen, nachts jedoch werden sie zu Devatas, die sich einiger luxuriöser Stunden erfreuen können; im letzten Leben führten sie nachts zwar ein religiöses Leben, indem sie die Fünf Silas beachteten, tagsüber jedoch waren sie Jäger, die Wild in den Wäldern jagten.
In buddhistischen Tempelanlagen (Wat) in Thailand werden häufig grotesk aussehende Gipsfiguren von Pretas zur Belehrung der Gläubigen ausgestellt.

#### Feste
Von der chinesischstämmigen Bevölkerung Süd-Thailands wird alljährlich zum Vollmond im siebten Monat des chinesischen Mondkalenders das traditionelle „Fest der hungrigen Geister“ gefeiert. Dieses Fest können Touristen am besten in Phuket beobachten, die Darbietungen in Penang und Singapur sind allerdings weit spektakulärer. Hintergrund ist das traditionelle Erbe der chinesischen Einwanderer.
In der Vorstellungen der Chinesen öffnen sich am letzten Tag des sechsten Mondmonats die Pforten zu der Region der Hungrigen Geister, so dass die Bewohner sich zur Erde begeben können. Sie konnten das ganze Jahr über ihren Hunger nicht stillen, da ihre Angehörigen sie vielleicht nicht mit Opfergaben bedacht hatten. So durchwandern die Ausgehungerten in den folgenden vier Wochen ziellos die Welt, wobei sie sich am liebsten auf Friedhöfen oder anderen abgelegenen Orten aufhalten. Durch Opfergaben kann ihr Los abgemildert werden. Da sie meistens keine normalen Münder haben, was sie bei der Nahrungsaufnahme der Opfergaben stark beeinträchtigt, bereitet man ihnen eine spezielle Süßigkeit zu, das sogenannte „khanom laa“ (Thai: ขนมลา, IPA [kʰà-nŏm laː]).
Am letzten Tag des Monats müssen die hungrigen Geister in ihre Geisterwelt zurückkehren. Ihnen wird ein Abschiedsfest bereitet, indem man in den chinesischen Tempeln Geistergeld, Papierkleidung und andere Gegenstände aus Papier verbrennt, so dass die Geister diese Gaben mitnehmen können.
In Japan heißt das entsprechende Fest O-bon.

## Südasien

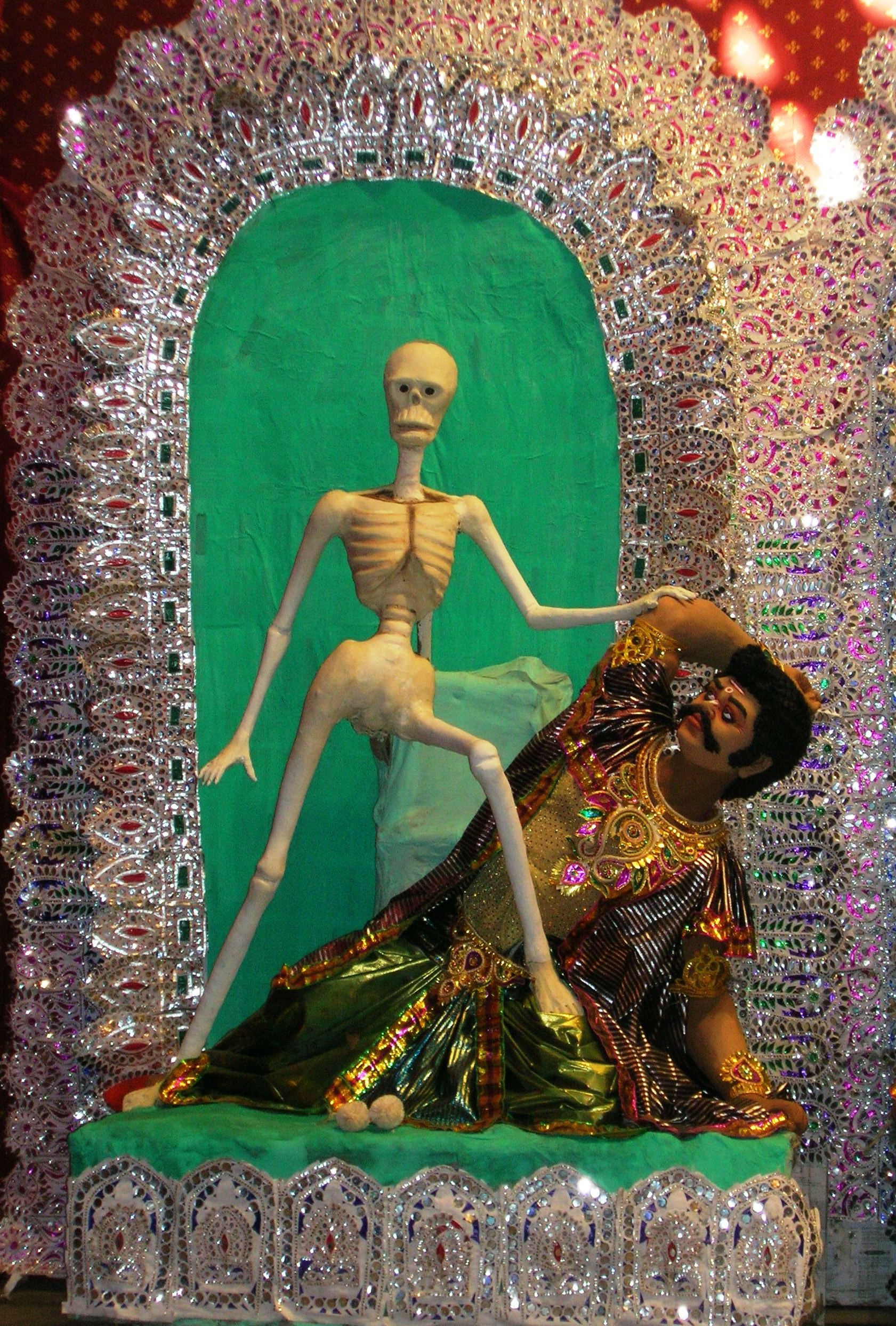
Preta, einer der indischen Bhutas anlässlich einer Puja für Kali in Kolkata

In Indien beschäftigt sich das Garudapurana, eines der großen Puranas, in mythologischer Form detailliert mit den Totenriten (shraddha) und dem Schicksal der Verstorbenen unmittelbar nach dem Tod. Der Geist des Verstorbenen wird hier Preta genannt. Jedoch spielt im Hinduismus der Begriff des Hungers während dieser Phase und damit der Begriff „Hungrige Geister“ eine untergeordnete Rolle, wenngleich die rituelle Versorgung durch die Hinterbliebenen besonders innerhalb des ersten Jahres eine wichtige Funktion hat.
Pretas gehören in Indien zu den Bhutas (Geistern). Sie ziehen vom Augenblick des Todes bis zur Ankunft der Seele an ihrem Bestimmungsort im heimatlichen Luftraum des Verstorbenen umher. In manchen Regionen kann Preta auch der Geist eines totgeborenen Embryos sein, wenn bei der Schwangerschaft nicht die erforderlichen Riten durchgeführt wurden. Im westindischen Bundesstaat Gujarat kann ein Preta durch den Mund eines Leichnams sprechen. Pretas gehören zum Umfeld des Todesgottes Yama. Sie werden gefürchtet, weil sie grundsätzlich übelwollend sind und Menschen schaden. Zur Besänftigung erhalten sie vegetarische und nichtvegetarische Opfergaben. Götter (Devas), niedere Gottheiten (Daivas) und andere Bhutas können sie unter Kontrolle bringen.
In Sri Lanka ist für die buddhistischen Singhalesen Preta der Geist eines nahen Verwandten, der zu stark den weltlichen Dingen verhaftet war. Ihm kann vielleicht geholfen werden, eine bessere Wiedergeburt zu erreichen; falls er bösartig ist, muss er vertrieben werden. Da sich Pretas im Lebensbereich der Menschen umherbewegen, können sie einen Menschen besessen machen. Bei ernsthaften Krankheitssymptomen mit dieser Diagnose muss der Preta in einem Ritual ausgetrieben werden.